# Focus (gioco da tavolo)

Posizione iniziale di una partita a due giocatori.

Focus è un gioco da tavolo creato dal matematico ed inventore di giochi Sid Sackson che lo ha descritto nel suo libro: A Gamut of Games ed è stato pubblicato per la prima volta nel 1963 negli USA; in Italia venne messo in commercio nei primi anni ottanta dalla Mondadori Giochi.
Il gioco è stato riedito parecchie volte, con lo stesso nome o con quelli di Domination o Dominio.
Focus è stato premiato nel 1981 col prestigioso premio tedesco: Spiel des Jahres.
Una partita oppone 2 o 4 giocatori e può durare approssimativamente da mezz'ora a 45 minuti.

## Tavolo di gioco
Il tavolo di gioco ha una forma particolare ed è formato da 52 caselle, in pratica si tratta di una scacchiera 8 per 8 a cui sono stati eliminate tre caselle da ogni angolo.

## Regole di gioco
Al proprio turno un giocatore può spostare una pila, formate da uno a cinque pezzi, da lui controllata oppure, se ne dispone, mettere in gioco una nuova pedina.
Una pila può spostarsi di tante caselle quante sono le pedine che la formano (es. una pila di tre pezzi potrà spostarsi di tre caselle mentre una formata da una sola pedina potrà spostarsi di una sola casella). Una pila può essere formata con pedine di entrambi i colori, ma può essere mossa solo dal giocatore che controlla la pedina sulla sommità. Quando una pila termina il suo cammino su di un'altra pila, le due pile si fondono; se la nuova pile che si è creata ha più di cinque pedine, i pezzi più in basso vengono ritirati dal giocatore che controlla la pila, i pezzi del suo colore potranno essere rimessi in gioco, mentre quelli avversari saranno catturati definitivamente.

### Fine della partita
L'ultimo giocatore che può ancora muovere una pila è il vincitore della partita.